# 鈴木百年
鈴木 百年（すずき ひゃくねん、文政11年5月28日（1828年7月9日） - 明治24年（1891年）12月26日）は、幕末から明治時代にかけて活動した絵師、日本画家。鈴木派の祖。幼名は甚之丞、諱は世寿、字は子孝、通称は図書。百年は画号で、別号に大椿翁、画仙堂、東錦楼、大年、狂歌名に志椀斎など。

## 略伝
赤穂出身の儒学者・天文・易学者だった鈴木星海（図書）の子として、京都で生まれる。図書は文人画も嗜み、儒学と文人画両方の部門で『平安人物志』の常連になるほどだった。学者の子として儒学の教養を身に付け、山田梅東に師事して漢詩を学ぶ。一方で10歳頃から絵が器用で、父が天文学に必要な地球図などの図を百年に写させると上手に模写したという。こうした経緯からか、14歳頃から父から百年の号を与えられて、絵師としての修行を積むことになる。絵は父が土御門家に出仕した関係で交流のあった岸岱や岸連山に教わったとされるが、正式に入門したわけではなく基本的に独学だった。彩色法も土佐家に手伝いに行って覚えたという。特に与謝蕪村や呉春を好み、小田海僊や日根対山を学び、大西椿年に私淑した。京都市立芸術大学芸術資料館にある百年の粉本には、中国絵画や蕪村の俳画・南画の模写、円山派の写生図などを広く学んだ跡が見える。更に各地を遍歴し、実景の写生や古画の模写をして画技を磨いた。14歳から16歳にかけて父の実家の赤穂で、医師の中島意庵に師事している。その後も赤穂にはしばしば赴いたため、当地には百年の作品がよく残っている。
百年の画業は早くから評価され、15歳で『古方薬品考』という本草書に大家に肩を並べて挿図を手掛けている。19歳で御堂御殿の杉戸絵と御所から進呈された屏風絵を描いている。20歳で『皇都書画人名録』に、25歳で『平安人物志』に掲載されている。京都の絵師は、禁門の変による戦火でパトロンが被害を被ったためあまり振るわなくなる一方、百年のパトロンは被害を受けなかったため順調に画名を伸ばしていった。明治初期の文人画流行期も、持ち前の詩文や漢文学の教養を活かした文人画を多く描いて乗り切った。明治13年（1880年）京都府画学校開校に伴い、幸野楳嶺と共に北宗画の副教員に任命されるが、半月で退任している。百年の性格は、温和・理性的で、自らは文人でもあるという意識があり、富岡鉄斎、江馬天江、頼支峰、山中信天翁などの文人たちと交流した。詩作の他に狂歌も好み、晩年には狂歌を交えた手紙を方方に書き送っている。
還暦を迎えた明治20年（1887年）頃から各地を遊歴、明治23年（1890年）6月東京に移る。翌年、親交のあった平福穂庵を追悼する秋田伝神画会に出席するため、菅原白龍や畑仙齢と共に秋田へ赴いた帰路、病に罹り東京都下谷区池之端で64歳で没した。息子の松年によって一心院に妻・春香と三男・萬年と共に眠っている。百年の墓前の石には硯が穿ってあり、松年が墓参の度に墨をすって短冊に松竹梅の絵を描き、献花代わりに供えたという。

## 弟子と画風
長男に鈴木松年、次男に鈴木百翠、三男に鈴木万年（鈴木萬年）がおり、何れも絵師となった。また、妻の春香も絵師だったという。門下に今尾景年、久保田米僊、畑仙齢に松年を加えた百年四天王をはじめ、桜井百嶺、伊澤鶴年、徳美友仙ら、服部木仙、草野龍雲、西村秀岳、山岡墨仙、松田霞城、山田永年らがおり、幕末明治の京都画壇に一大勢力を形成した。なお、百年は弟子に対して細かく教える方ではなく、画風も各人好きな絵を描かせたという。
諸画派を折衷し一家を成したが、四条派風の作品もあるものの、南画風がやや強い。百年自身自らの資質を冷静に判断していたらしく、松年に「自分は画によって一家をなしたが、これは素人が凝り固まったようなものだ、おまえの代でようやく玄人といえるようになった。」とやや自虐的とも言える言葉を残している。

## 作品
| 作品名                 | 技法         | 形状・員数 | 寸法（縦x横cm）  | 所有者                                                           | 年代                 | 款記・印章                                        | 備考 |
| ---------------------- | ------------ | ---------- | ---------------- | ---------------------------------------------------------------- | -------------------- | ------------------------------------------------- | --- |
| 唐人物図屏風           | 紙本墨画淡彩 | 二曲一双   | 各154.3x171.5    | 赤穂市立美術工芸館田淵記念館寄託                                 | 1860年（万延元年）   |                                                   | |
| 溪邨春景図             | 絹本著色     | 1幅        | 111.1x57.8       | グリフィス＆パトリシア・ウェイコレクション（シアトル美術館寄託） | 1861年（文久元年）   | 款記「百年」/「世壽」白文方印・「百年」朱文長方印 | |
| 秋胡妻桑摘図           | 絹本著色     | 1幅        |                  | 個人（京都国立博物館寄託）                                       | 1861年（文久元年）   |                                                   | |
| 雨中田植図             | 絹本墨画淡彩 | 1幅        | 139.7x56.7       | 大英博物館                                                       | 1866年（慶応2年）    | 款記「丙寅夏日寫 百年」                           | |
| 春秋山水図             | 紙本著色     | 六曲一双   |                  | 赤穂市立田淵記念館                                               |                      |                                                   | |
| 五十八扇面図           | 紙本金地著色 | 六曲一双   |                  | 個人                                                             | 1875年（明治8年）    |                                                   | |
| 秋江独釣図襖           | 紙本墨画     | 襖4面      | 170.0x91.7（各） | 個人                                                             | 明治初期             |                                                   | |
| 雲龍図                 | 墨画         | 1面        |                  | 建仁寺禅居庵摩利支尊天堂天井画                                   | 1879年（明治12年）   |                                                   | 松年との合作。当初松年に揮毫依頼があったが百年に変更になり、松年が譲らなかったため父子合作になったという。龍を百年、雲を松年が描いている。なお、松年は父への懺悔のため毎日この堂に参拝したという。 |
| 老松孔雀図屏風         | 紙本金地墨画 | 六曲一双   | 各155.0x387.0    | 赤穂市立美術工芸館田淵記念館寄託                                 | 1882年（明治15年）   |                                                   | |
| 蓬萊山図               | 絹本著色     | 1幅        | 161.5x87.0       | 三の丸尚蔵館                                                     | 1882年（明治15年）頃 |                                                   | 明治15年頃龍池会より買上げ |
| 老松孔雀図             | 絹本著色     | 1幅        |                  | 豊中市教育委員会（服部天満宮文庫旧蔵）                           | 1885年（明治18年）   |                                                   | |
| 三韓人物満干潮図胴懸   | 綴織         | 2面        |                  | 占出山保存会                                                     | 1889年（明治22年）   |                                                   | 百年の墨画を下絵にした、胴懸と呼ばれる綴織の懸装品が京都の祇園祭、占出山保存会の蔵に保存されています。 現在の山鉾巡行には使用されませんが、宵山の会所飾りで見る事が出来ます。                      |
| 商山四皓図             |              |            |                  | 養父市・満福寺                                                   | 1890年（明治23年）   |                                                   | |
| 寿老人お多福合戦図屏風 | 紙本墨画     | 六曲一双   | 各133.0x272.4    | 赤穂市立美術工芸館田淵記念館寄託                                 | 制作時期不明         |                                                   | 寿老人とお多福の軍団が合戦をしているユーモラスな作品。 |
| 唐美人図               | 絹本著色     | 1幅        | 120.0x50.1       | ボストン美術館                                                   |                      |                                                   | |
| 龍図                   | 絹本墨画淡彩 | 1幅        | 126.3x54.2       | ボストン美術館                                                   |                      |                                                   | |
| Scholars' Activities   | 絹本著色     | 1幅        | 119.3x50.2       | シンシナティ美術館                                               |                      |                                                   | |

## 参考資料
- 松尾芳樹 「図書と百年―鈴木派の誕生（上）」『京都市立芸術大学芸術資料館年報 第12号 2002年』 2003年3月25日、pp.15-26
- 松尾芳樹 「図書と百年―鈴木派の誕生（下）」『京都市立芸術大学芸術資料館年報 第13号 2003年』 2004年3月25日、pp.15-25

展覧会図録
- 赤穂市立美術工芸館田淵記念館編集・発行 『財団法人赤穂市文化振興財団設立二十周年記念・平成十八年度特別展図録 赤穂ゆかりの画家 鈴木百年・松年』 2006年11月2日
- 赤穂市立美術工芸館田淵記念館編集・発行 『平成27年度特別展 京都画壇 鈴木派の隆盛』 2015年11月12日